# José Gomes (futebolista)
José Gomes MM (Bissau, 8 de abril de 1999) é um futebolista português que atua como avançado. Atualmente, joga no Seregno.

## Carreira
Gomes nasceu em Bissau na Guiné-Bissau, ingressou no Benfica depois de ter chamado a atenção durante um torneio jovem disputado no Algarve, em 2011.
Estreou pelo Benfica a 9 de setembro de 2016, na vitória por 2–1 sobre o Arouca, tornando-se o terceiro jogador mais jovem a jogar pelo Benfica com dezassete anos e cinco meses e um dia.
A 31 de julho de 2018, foi agraciado com a Medalha da Ordem do Mérito.

## Estatísticas
Atualizado até 19 de junho de 2017

### Clubes
| Equipa            | Temporada         | Campeonato nacional | Campeonato nacional | Taça nacional | Taça nacional | Competições continentais | Competições continentais | Total | Total |
| Equipa            | Temporada         | Jogos               | Golos               | Jogos         | Golos         | Jogos                    | Golos                    | Jogos | Golos |
| ----------------- | ----------------- | ------------------- | ------------------- | ------------- | ------------- | ------------------------ | ------------------------ | ----- | ----- |
| Benfica B         | 2016–17           | 23                  | 7                   | –             | –             | –                        | –                        | 23    | 7     |
| Benfica B         | Total             | 23                  | 7                   | –             | –             | –                        | –                        | 23    | 7     |
| Benfica           | 2016–17           | 3                   | 0                   | –             | –             | 1                        | 0                        | 4     | 0     |
| Benfica           | Total             | 3                   | 0                   | –             | –             | 1                        | 0                        | 4     | 0     |
| Total na carreira | Total na carreira | 26                  | 7                   | 0             | 0             | 1                        | 0                        | 27    | 7     |

## Títulos
Benfica
- Primeira Liga: 2016–17

Portugal
- Campeonato Europeu Sub-17: 2016

### Prémios individuais
- Jogador de ouro do Campeonato Europeu Sub-17 de 2016[5]
- 60 jovens promessas do futebol mundial de 2016 (The Guardian)[6]
- Equipa do torneio do Campeonato Europeu Sub-17 de 2016[7]

### Maior número de golos
- Campeonato Europeu Sub-17 de 2016 (sete golos)